# Aphantochilinae
Aphantochilinae Thorell, 1873 è una sottofamiglia di ragni appartenente alla famiglia Thomisidae.

## Descrizione
La chiave dicotomica di questa sottofamiglia rispetto alle altre è che questi ragni hanno la forma del corpo simile a quella delle formiche.

## Distribuzione
I due generi oggi noti di questa sottofamiglia sono diffusi prevalentemente in America meridionale (Brasile, Argentina, Venezuela, Perù, Paraguay e Panama, località di rinvenimento degli Aphantochilus) e America centrale (Messico, Cuba e Guatemala, località di rinvenimento dei Majellula).

## Tassonomia
Il recente preprint segnalato in bibliografia, lavoro di Teixeira et al., 2013, porta a riconsiderare lo status di questa sottofamiglia declassandola al rango di tribù della sottofamiglia Strophiinae con la denominazione di Aphantochilini.
A novembre 2013, la maggioranza degli aracnologi è concorde nel suddividerla in due generi; il sito di Hallan ne considera ancora 3 in quanto non è aggiornato: nel 2011 l'ex-genere Bucranium è stato inglobato in Aphantochilus:
1. Aphantochilus O. P.-Cambridge, 1870 - America meridionale (Argentina, Brasile, Venezuela, Perù, Panama)
2. Majellula Strand, 1932 - America centrale (Messico, Cuba, Guatemala)